# تي أر إم هوارد
ثيودور روزفلت ميسون هوارد (بالإنجليزية: T. R. M. Howard)‏ (4 مارس 1908-1 مايو 1976) قائد أمريكي للحقوق المدنية وقائد جمعية أخوية ورائد أعمال وجراح. كان من بين المرشدين لناشطين مثل ميدغار إيفرز، وتشارلز إيفرز، وفاني لو هامر، وإيمزي مور، وآرون هنري، وجيسي جاكسون. أسس منظمة الحقوق المدنية الرائدة في ميسيسيبي في خمسينيات القرن العشرين، والمجلس الإقليمي لقيادة الزنوج، ولعب دورًا بارزًا في التحقيق في اختطاف وقتل إيميت تيل في أواخر خمسينيات القرن العشرين. كان أيضًا رئيسًا للجمعية الطبية الوطنية، ورئيسًا لمجلس إدارة الرابطة الوطنية للأعمال الزنجية، ومناصرًا وطنيًا رائدًا للشركات الأمريكية الأفريقية.

## النشأة والتعليم
ولد هوارد في عام 1908 في موراي في ولاية كنتاكي، والده أرثر هوارد، لفّاف تبغ، ووالدته ماري تشاندلر، طاهية لدى ويل ماسون، وهو طبيب أبيض محلي بارز وعضو في الكنيسة السبتية. لاحظ ماسون عادات عمل الصبي وموهبته وطموحه وسحره. جعله يعمل في مستشفاه ودفع في النهاية الكثير من تكاليف تعليمه الطبي. أظهر هوارد لاحقًا امتنانه بإضافة ماسون كأحد أسمائه الوسطى.
التحق هوارد بثلاث كليات سبتيّة: كلية أوكوود جونيور، وكلية السود التاريخية في هنتسفيل في ألاباما، وكلية يونيون بأغلبية البيض في لينكولن في نبراسكا، وكلية الإنجيليين الطبيين (الآن جامعة لوما ليندا) في لوما ليندا في كاليفورنيا. فاز في المسابقة الوطنية الأمريكية «لمناهضة الحانة» لأفضل خطيب في عام 1930، أثناء وجوده في كلية يونيون.
شارك هوارد خلال السنوات التي أمضاها في كلية الطب في كاليفورنيا، في الحقوق المدنية والقضايا السياسية واعتاد الكتابة في عمود منتظم في صحيفة كاليفورنيا إيغل، صحيفة السود الرئيسية في لوس أنجلوس، وشغل منصب رئيس رابطة كاليفورنيا الاقتصادية والتجارية والسياسية. دافع- من خلال الرابطة وأعمدته- عن ملكية شركات السود، ودراسة تاريخ السود، وعارض الجهود المحلية لإدخال الفصل العنصري.
تزوج من هيلين نيلا بويد، امرأة سوداء بارزة في المجتمع في عام 1935، ودام زواجهما 41 سنة. أصبح هوارد بعد إقامته في مستشفى هومر جي فيليبس (في سانت لويس في ميسوري)، المدير الطبي لمصحة ريفرسايد، وهي مؤسسة الرعاية الصحية السبتية الرئيسية التي تخدم السود.

## سيرته المهنية
في عام 1942، كان هوارد أول من تولّى منصب رئيس الجراحة في مشفى النظام الدولي للفرسان الإثني عشر وبنات التابور، منظمة أخوية، في موند بايو، مسيسيبي، تأسست وامتُلكت  وأُديرت من قِبل رجال معتوقين بعد الحرب الأهلية. وهو هناك، أسس شركة تأمين ومطعم ومشفى وشركة تشييد منازل ومزرعة كبيرة ربّى فيها الماشية وطيور السمان وكلاب الصيد وزرع القطن. بنى أيضًا حديقة حيوانات صغيرة ومنتزه، بالإضافة إلى أول بركة سباحة للسود في ولاية مسيسيبي. «إضافة إلى واجباته في المستشفى، أدار هوارد عيادة خاصة مزدهرة، وسرعان ما شملت تخصصاته فيها الإتاحة المتحفظة لعمليات الإجهاض غير القانونية (لكِلا المرضى، البيض والسود)، وهي ممارسة بررها بأنها مسألة حق فردي وتنظيم أسرة. (فضّل أيضًا تشريع الدعارة، مجادلًا بأن طبيعة الإنسان الخطّاءة جعلت كبح تجارة الجنس أمرًا مستحيلًا)».
في عام 1947، انفصل عن منظمة الفرسان والبنات، وأعدّ النظام الموحد للصداقة المنافس لمنظمة الفرسان، وافتتح عيادة الصداقة.
اشتهر هوارد قائدًا للحقوق المدنية بعد تأسيس المجلس الإقليمي لقيادة الزنوج عام 1951. كان من بين مواطِنيه الموجودين معه في الرابطة، مدغار إيفرز، الذي عينه هوارد وكيلًا لشركته، شركة ماغنوليا للتأمين المشترك على الحياة؛ وآرون هنري، زعيم مستقبلي في حزب الميسيسبي الحر الديمقراطي. كانت أرينيا مالوري - ناظرة في مدرسة خاصة بالسود في مدينة ليكسينغتون في ولاية مسيسيبي - أيضًا في إدارة المجلس الإقليمي لقيادة الزنوج. شن المجلس حملة مقاطعة على محطات الوقود التي منعت السود من استخدام دورات المياه فيها ووزعت عشرين ألف ملصق مع شعار، «لا تشتري الوقود حيث لا يمكنك استخدام دورة المياه».
نظم المجلس الإقليمي مسيرات سنوية في موند بايو من أجل الحقوق المدنية. شارك في بعض الأحيان ما يقارب العشرة آلاف شخص، من بينهم نشطاء مستقبليين مثل فاني لو هامر وأمزي مور. كان من بين المتحدثين النائب عن مدينة شيكاغو ويليام إل. داوسون، وعضو بلدية شيكاغو أرشيبلد جيه. كاري جونيور، والنائب عن ولاية ميتشغان تشارلز ديغس، والنائب العام ثارغود مارشال. كانت المغنية ماهاليا جاكسون من بين الحاضرين.
في عام 1954، أعد هوارد خطة لمحاربة ضائقة الائتمان التي سببتها مجالس المواطنين البيض ضد نشطاء الحقوق المدنية في ولاية مسيسيبي. بناءً على اقتراحه، شجعت الجمعية الوطنية للنهوض بالملونين تحت إدارة روي ويلكينز الشركات والكنائس والمنظمات التطوعية على تحويل حساباتها إلى بنك الولايات الثلاث في ممفيس المملوك من قِبل السود. بالمقابل، أتاح البنك الأموال لسحب القروض من أجل ضحايا الضائقة الاقتصادية في مسيسيبي.

## الحياة الشخصية
تركز اهتمام هوارد خلال السنوات التي أمضاها في شيكاغو على لعبة الصيد الكبيرة. سافر في عدة رحلات إلى إفريقيا لهذا الغرض. شمل قصره في شيكاغو «غرفة سفاري» مليئة بالجوائز، والتي غالبًا ما أُتيحت للجولات العامة. كانت حفلاته لرأس السنة الجديدة، التي استضافتها هيلين هوارد، محطةً منتظمة لمجموعة السود الاجتماعية في شيكاغو.
توفي هوارد في شيكاغو في 1 مايو 1976 بعد سنوات عديدة من تدهور حالته الصحية. تولى القس جيسي جاكسون إدارة الجنازة.